# 傑克遜鎮區 (堪薩斯州朱厄爾縣)
傑克遜鎮區（英語：Jackson Township）為位在美國堪薩斯州朱厄爾縣的鎮區。2010年美国人口普查中該鎮區人口有97人。

## 地理
傑克遜鎮區涵蓋面積92.57平方（35.74平方英里），其中0.84平方公里或0.91%為水域。該鎮區有克羅斯比溪（Crosby Creek）等溪流通過。

## 市鎮
- 韋伯

### 鄰近鎮區
- 朱厄爾縣
  - 辛克萊爾鎮區（南）
  - 里奇蘭鎮區（西南）
  - 蒙大拿鎮區（西）

- 里帕布利克縣
  - 大本德鎮區（東）
  - 懷特羅克鎮區（東南）

### 墓園
此鎮區僅有1座墓園：斯普林格羅夫小學墓園（Spring Grove Elementary School Cemetery）。

## 外部連結
- U.S. Board on Geographic Names (GNIS) （页面存档备份，存于）
- United States Census Bureau cartographic boundary files （页面存档备份，存于）
- US-Counties.com
- City-Data.com （页面存档备份，存于）